# Norska mästerskap
Norska mästerskap (NM), på norska Norgemesterskap, kallas de årliga idrottstävlingar i Norge där segrarna koras till norska mästare.